# Comuna Rusaniv, Brovarî
Rusaniv (în ucraineană Русанів) este o comună în raionul Brovarî, regiunea Kiev, Ucraina, formată din satele Perșe Travnea și Rusaniv (reședința).

## Demografie
Componența lingvistică a comunei Rusaniv
     Ucraineană (97,43%)
     Rusă (2,28%)
     Alte limbi (0,23%)
Conform recensământului din 2001, majoritatea populației comunei Rusaniv era vorbitoare de ucraineană (97,43%), existând în minoritate și vorbitori de rusă (2,28%).